# Respekt Records
Respekt Records — polska niezależna wytwórnia muzyczna. Powstała w 2006 roku z inicjatywy zespołu Molesty Ewenement na kanwie firmy Baza Lebel. Wytwórnia produkuje także ubrania marki "Respekt" i "Molesta Ewenement".
Poza nagraniami zespołu Molesta Ewenement firma wydała płyty takich wykonawców jak: DJ. B, Vienio, Parias i Pelson.